# Gerardo I
Gerardo I del Rosellón (ca 1070-1113) fue un noble francés, conde del Rosellón entre 1102 y 1113. 

## Vida
Fue hijo de Guislaberto II de Rosellón y de Estefanía. Participó activamente en las cruzadas, gobernó su condado durante pocos años y delegó su autoridad durante sus ausencias.
De joven participó en la Primera Cruzada en Tierra Santa, participando activamente en los asedios de Antioquía el 1098 en el rescate de los prisioneros y de Jerusalén el 1099. 
Antes de la muerte de su padre (1102) regresó a sus estados y aquel año asistió junto con su familia a la fundación de la capilla de la iglesia de San Juan en Perpiñán. A la muerte de su padre heredó el condado del Rosellón, donde permaneció hasta 1109, año en el que volvió a Tierra Santa. Gerard I regresó al Rosellón en 1112 y fue asesinado al año siguiente.
Se casó con una Inés, a quien dejó el gobierno del condado entre 1109 y 1112. Durante estos años ejerció la regencia del heredero, Arnau, tío de Gerard, que probablemente colaboró con Inés en las labores de gobierno, tomando el título de conde.
En su matrimonio con Inés tuvo dos hijos Gausfredo III y Beatriz del Rosellón, casada con Guillermo de Narbona 